# Chenango (rivière)
Pour les articles homonymes, voir Chenango.
La rivière Chenango est un affluent de la Susquehanna, d'approximativement 145 km de long, dans le centre de l'État de New York aux États-Unis.

## Géographie
Elle coule sur un plateau à l'extrémité septentrionale du bassin de la Susquehanna.
Elle prend sa source dans le Comté de Madison, à environ 32 km au sud-ouest d'Utica. Elle coule près de Sherburne vers Norwich, où elle tourne vers le sud-ouest, près de Greene et Chenango Forks, où elle reçoit les eaux de la Tioughniogar. Elle rejoint la Susquehanna par le nord dans la ville de Binghamton.

## Aménagements
Au XIXe siècle, la rivière offrait une liaison importante dans le système des canaux du nord-est des États-Unis. Le canal Chenango, construit à partir de 1836-1837 entre Utica et Binghamton, reliait le canal Érié au nord à la Susquehanna. Le canal devint obsolète à cause du chemin de fer et fut abandonné en 1878.

## Hydrologie
Des inondations sont souvent à craindre au printemps et à l'automne.